# ولادیمیر شاتالوف

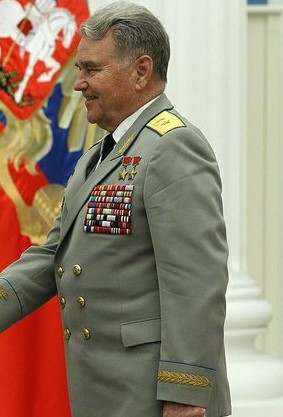
ولادیمیر شاتالوف

ولادیمیر شاتالوف (به انگلیسی: Vladimir Shatalov) فضانورد اهل اتحاد شوروی است که در ۸ دسامبر ۱۹۲۷ در پتروپاول، قزاقستان زاده شد. وی در مأموریت سایوز-۴، سایوز ۸، سایوز ۱۰ حضور داشته است.